# 朗斯河畔普卢埃尔
朗斯河畔普卢埃尔（法語：Plouër-sur-Rance，法語發音：[pluɛʁ syʁ ʁɑ̃s]）是法国阿摩尔滨海省的一个市镇，位于该省东北部，属于迪南区。

## 地理
朗斯河畔普卢埃尔（48°31'40"N, 2°0'12"W）面积19.89 平方千米，位于法国布列塔尼大區阿摩尔滨海省，该省份为法国西北部沿海省份，位于布列塔尼半岛北部，北濒大西洋英吉利海峡，西接菲尼斯泰尔省，南至莫尔比昂省，东临伊勒-维莱讷省。
与朗斯河畔普卢埃尔接壤的市镇（或旧市镇、城区）包括：塔当、朗斯河畔朗格罗莱、普莱兰-特里加武、朗斯河畔圣桑松、普勒尔蒂。

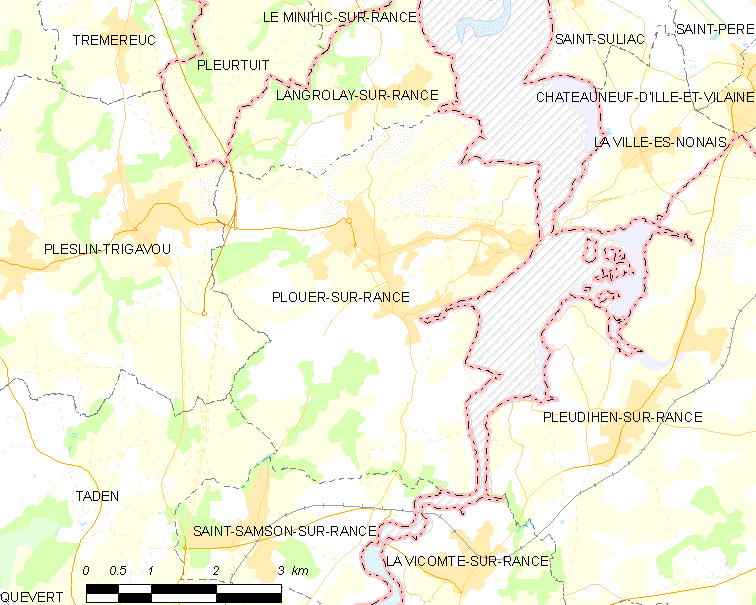
朗斯河畔普卢埃尔的OSM定位图

朗斯河畔普卢埃尔的时区为UTC+01:00、UTC+02:00（夏令时）。

## 行政
朗斯河畔普卢埃尔的邮政编码为22490，INSEE市镇编码为22213。

## 政治
朗斯河畔普卢埃尔所属的省级选区为普莱兰-特里加武县。

## 人口

1962-2008年间朗斯河畔普卢埃尔人口变化图示

朗斯河畔普卢埃尔于2022年1月1日时的人口数量为3423人。